# Пас који је волео возове
Пас који је волео возове је југословенски филм из 1977. године. Режирао га је Горан Паскаљевић, а сценарио је написао Гордан Михић.
Југословенска кинотека у сарадњи са А1 и Центар филмом је дигитално обновила филм. Премијера је одржана 28. јануара 2023. године.

## Радња
Њих троје, сасвим различитих, девојка која бежи из затвора, бивши филмски каскадер који по провинцији имитира сцене вестерна и младић који верује у пријатељство и љубав, сусрећу се и растају у потрази за неким својим замишљеним светом.
Девојка Мика је у затвору због ситног шверца и то руши њене снове о одласку у Париз. За време превоза затвореника на присилни рад успева побећи што је поново подстиче да оде у Париз. Без новца и идентитета присиљена је прихватити помоћ бившег филмског каскадера који путује провинцијом у каубојској опреми с коњем и магарцем изводећи сцене из вестерн филмова. На путу срећу незапосленог младића без породице који бесциљно лута тражећи давно изгубљеног пса. Младић се веже уз Мику с којом бежи од каскадера и одлази у Београд где јој помаже у набављању лажног пасоша како би коначно видела Париз.

## Улоге
| Глумац                   | Улога                 |
| ------------------------ | --------------------- |
| Ирфан Менсур             | Мали                  |
| Светлана Бојковић        | Мика                  |
| Велимир Бата Живојиновић | Родољуб Родни Алексић |
| Павле Вуисић             | стриц малог           |
| Данило Бата Стојковић    | Милован, Микин отац   |
| Љиљана Јовановић         | мајка                 |
| Душан Јанићијевић        | Радован Жутић Жути    |
| Драгомир Чумић           | механичар             |
| Гордана Павлов           | сестра малог          |
| Катица Жели              | осуђеница             |
| Боро Беговић             | стражар               |
| Мирослава Бобић          | стражарка             |
| Јанез Врховец            | железничар            |
| Љубомир Ћипранић         | пиљар                 |
| Ратко Милетић            | механичарев колега    |
| Мелита Бихали            | осуђеница из воза     |
| Зоран Миљковић           | рудар                 |
| Гордана Косановић        | мајка са бебом        |
| Владан Живковић          |                       |
| Мирољуб Лешо             |                       |
| Илонка Догнар            |                       |
| Андрија Радић            |                       |
| Божидар Станковић        |                       |
| Љубомир Вељковић         |                       |

## Награде
- Глумица Светлана Бојковић је, за улогу Мике у овом филму, 1978. године на Филмском фестивалу у Пули добила Златну арену за најбољу главну женску улогу.[4]

## Културно добро
Југословенска кинотека је, у складу са својим овлашћењима на основу Закона о културним добрима, 28. децембра 2016. године прогласила сто српских играних филмова (1911—1999) за културно добро од великог значаја. На тој листи се налази и филм Пас који је волео возове.